# Funiculaire de Lyon
Le funiculaire de Lyon représente l'ensemble des chemins de fer à traction funiculaire ayant existé sur le territoire de la ville de Lyon : du fait de sa topographie tourmentée, la ville posséda jusqu'à cinq funiculaires, reliant les bas quartiers à ceux des collines de Fourvière et de la Croix-Rousse.
Deux funiculaires restent aujourd'hui ouverts à l'exploitation : les lignes F1 (Saint-Jean - Saint-Just) et F2 (Saint-Jean - Fourvière), incorporées au métro de Lyon.

## Les funiculaires à Lyon
C'est à Lyon en 1862 que circule le premier chemin de fer urbain à traction funiculaire du monde, bien que les quatre sections à plan incliné et traction par câble qui existent depuis 1833 sur la ligne de chemin de fer Andrézieux - Le Coteau dans la Loire soient antérieures.
La « Ficelle » est le surnom lyonnais donné aux funiculaires à Lyon, dans une ville qui en compta jusqu'à cinq. Trois desservant la colline de Fourvière, et deux la colline de la Croix-Rousse, ces funiculaires ayant pour caractéristiques communes d'être en tunnel sur la majeure partie de leur parcours.
- Colline de la Croix-Rousse
  - Rue Terme - Croix-Rousse
  - Croix-Paquet - Croix-Rousse
- Colline de Fourvière
  - Saint-Jean - Saint-Just
  - Saint-Jean - Fourvière
  - Saint-Paul - Fourvière

Aujourd'hui, seuls les deux funiculaires  au départ de Saint-Jean sont ouverts à l'exploitation. Le funiculaire de Croix-Paquet a été transformé en chemin de fer à crémaillère et prolongé pour devenir la troisième ligne du métro de Lyon (Ligne C).

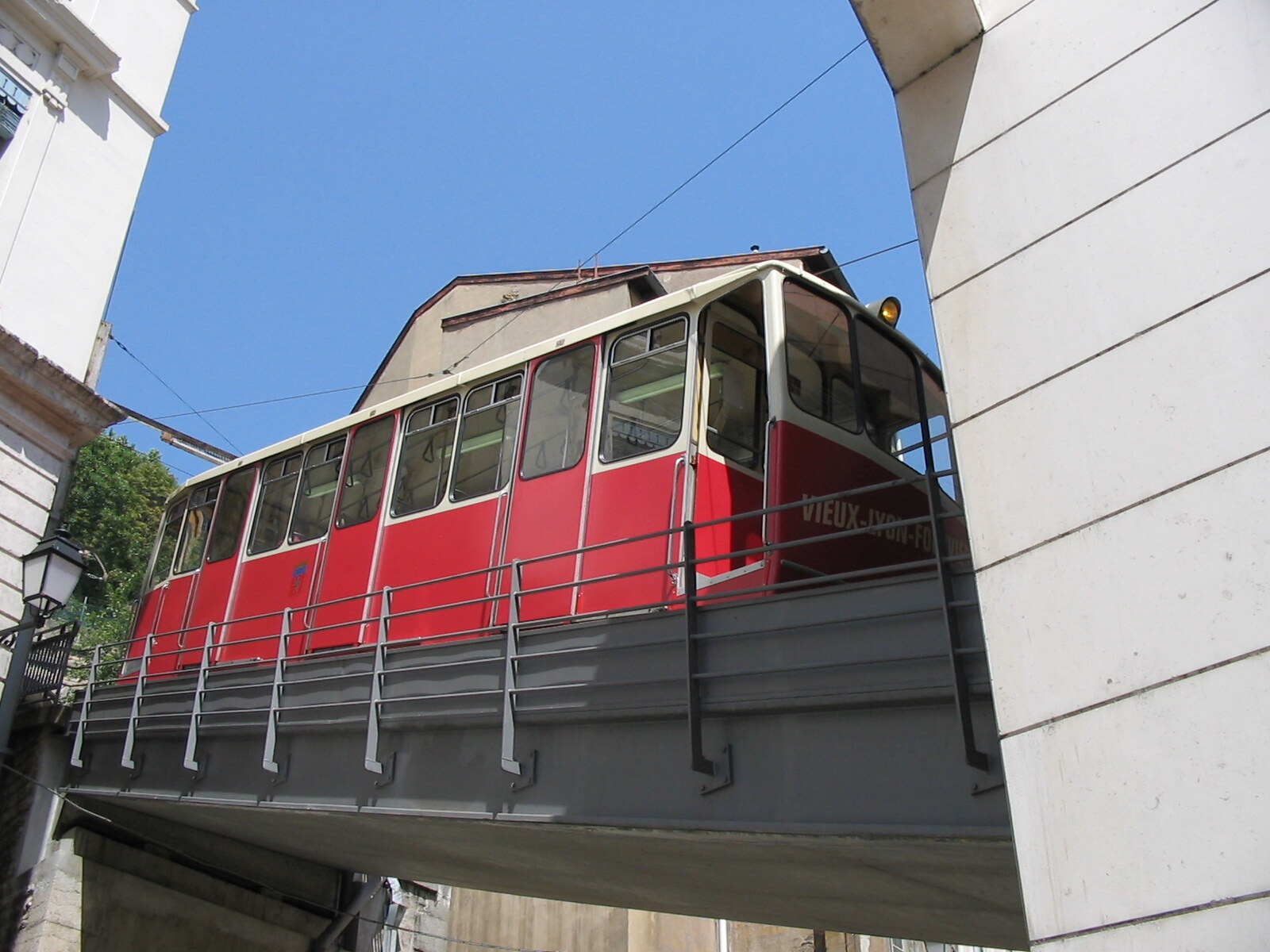
Funiculaire de Lyon.
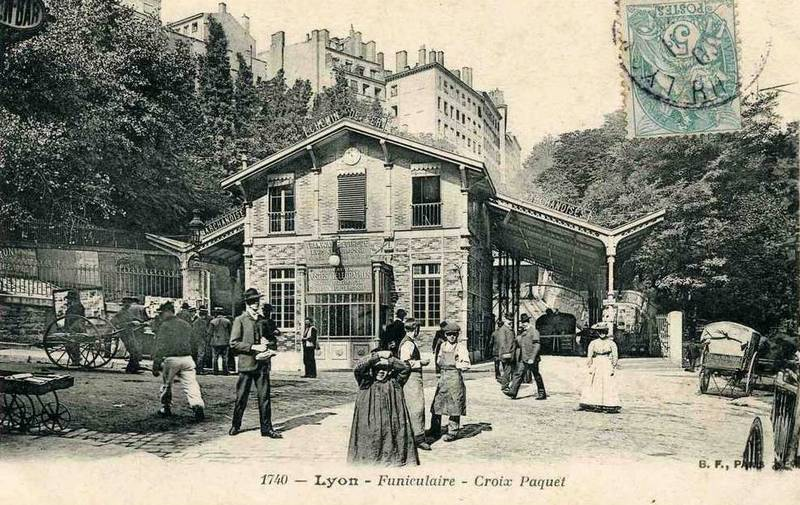
La station de départ Croix-Paquet.
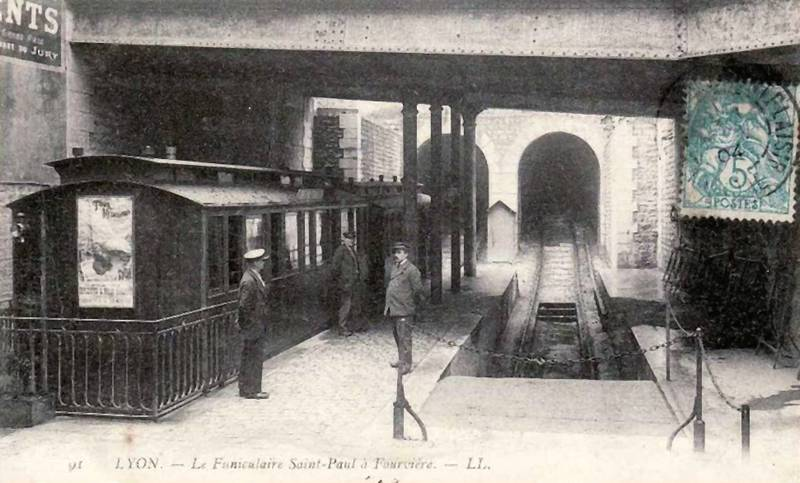
La station de départ Saint-Paul.
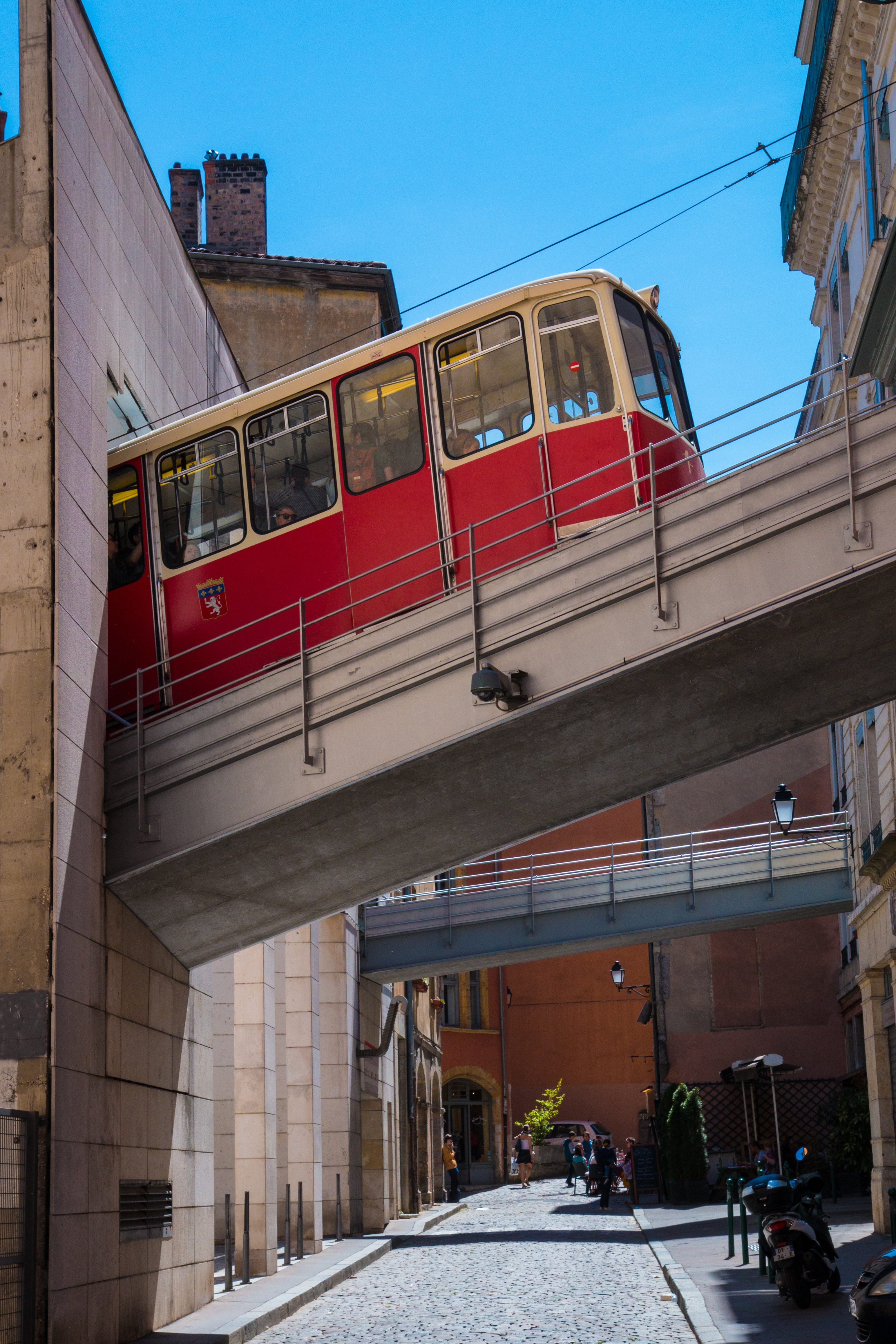
Funiculaire ligne F2 Cathédrale Saint-Jean ↔ Fourvière
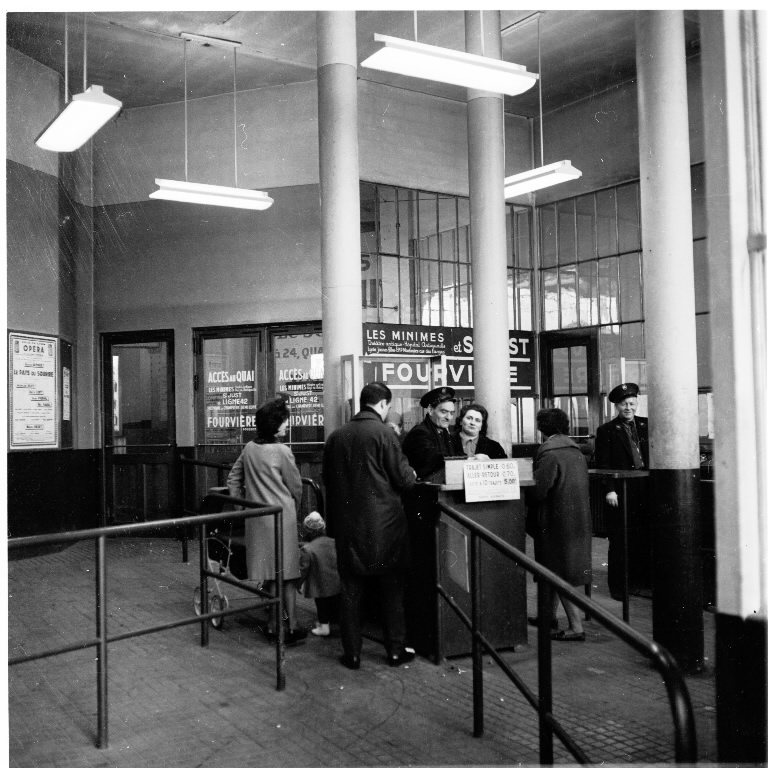
Funiculaires de Fourvière et Saint-Just, contrôle des billets en gare de Saint-Jean. Photographie négative sur film souple, sans date (années 1960 ?). Fonds de la Société des transports en commun lyonnais

## Funiculaires disparus ou transformés

Funiculaires de Lyon : actuels et anciens

### Rue Terme - Croix-Rousse
Créé en 1862, il est supprimé le 31 décembre 1967 et le tunnel est transformé en tunnel routier.
- Ouverture : 3 juin 1862
- Fermeture : 31 décembre 1967
- Longueur : 489 m
- Déclivité maximale : 160 mm/m
- Écartement : 1,44 m

Entre 1863 et 1914, la gare de Lyon-Croix-Rousse était contiguë à la station haute du funiculaire.

### Croix-Paquet - Croix-Rousse
- Ouverture : 12 avril 1891
- Fermeture : 3 juillet 1972
- Longueur : 512 m
- Déclivité maximale : 172 mm/m[3]
- Écartement : 1,44 m

L'itinéraire sera rouvert le 6 décembre 1974, transformé en chemin de fer à crémaillère, puis prolongé de Croix-Paquet à Hôtel de Ville le 2 mai 1978, et de Croix-Rousse à Cuire le 10 décembre 1984. Il fait désormais partie du réseau de métro de Lyon, dénommé sous l'indicatif « C ».
C'est l'itinéraire qu'a emprunté Jean Moulin le 21 juin 1943 pour se rendre à Caluire chez le Dr Dugoujon, lieu de son arrestation (funiculaire Croix Paquet puis tramway 33).

### Saint-Paul - Fourvière
- Ouverture : 6 décembre 1900
- Fermeture : 25 décembre 1937
- Longueur : 514 m
- Déclivité maximale : 243 mm/m
- Écartement (1900) : 1,44 m

Ce funiculaire donnait correspondance: 
- à la gare inférieure au PLM ligne Lyon Montbrison et au tramway 9 de l'OTL,
- à la gare supérieure au tramway Fourvière-Loyasse.

Cette ligne était surnommée « la ficelle des morts » en raison de son utilisation pour transporter les cercueils jusqu'au cimetière de Loyasse.

## Funiculaires en service
| Ligne | Caractéristiques | Caractéristiques                                | Caractéristiques                                | Caractéristiques                                | Caractéristiques                                | Caractéristiques                                | Caractéristiques                                | Caractéristiques                                | Caractéristiques                                               |
| F1    | - Funiculaire de Saint-Just | - Funiculaire de Saint-Just                     | - Funiculaire de Saint-Just                     | - Funiculaire de Saint-Just                     | - Funiculaire de Saint-Just                     | - Funiculaire de Saint-Just                     | - Funiculaire de Saint-Just                     | - Funiculaire de Saint-Just                     | - Funiculaire de Saint-Just                                    |
| F1    | Vieux Lyon - Cathédrale Saint-Jean ⥋ Saint-Just | Vieux Lyon - Cathédrale Saint-Jean ⥋ Saint-Just | Vieux Lyon - Cathédrale Saint-Jean ⥋ Saint-Just | Vieux Lyon - Cathédrale Saint-Jean ⥋ Saint-Just | Vieux Lyon - Cathédrale Saint-Jean ⥋ Saint-Just | Vieux Lyon - Cathédrale Saint-Jean ⥋ Saint-Just | Vieux Lyon - Cathédrale Saint-Jean ⥋ Saint-Just | Vieux Lyon - Cathédrale Saint-Jean ⥋ Saint-Just | Vieux Lyon - Cathédrale Saint-Jean ⥋ Saint-Just                |
| ----- | --- | ----------------------------------------------- | ----------------------------------------------- | ----------------------------------------------- | ----------------------------------------------- | ----------------------------------------------- | ----------------------------------------------- | ----------------------------------------------- | -------------------------------------------------------------- |
| F1    | Ouverture / Fermeture 8 août 1878 / — | Longueur 0,783 km                               | Durée 4 min                                     | Nb. d’arrêts 3                                  | Matériel Type «St-Just»                         | Jours de fonctionnement L, Ma, Me, J, V, S, D   | Jour / Soir / Nuit / Fêtes O / O / N / O        | Voy. / an 1 908 570 (2022)                      | Unité de Transport Rattachement technique aux ateliers d'Hénon |
| F1    | Desserte : - Villes et lieux desservis : Lyon 5e (Musées Gadagne, Vieux Lyon, Palais de justice historique de Lyon, Primatiale Saint-Jean de Lyon, Théâtre antique de Lyon, Odéon antique de Lyon, Musée gallo-romain de Fourvière, Lycée Saint-Just, Collège Jean Moulin, Trion). - Stations et gares desservies : Vieux Lyon - Cathédrale Saint-Jean, Minimes - Théâtres Romains et Saint-Just |                                                 |                                                 |                                                 |                                                 |                                                 |                                                 |                                                 |                                                                |
| F1    | Autre : - Stations non accessibles aux UFR : Aucune. - Particularités : La ligne fonctionne tous les jours de 5 h 23 à 0 h et est à conduite manuelle (CM). - Date de dernière mise à jour : 1er août 2025. |                                                 |                                                 |                                                 |                                                 |                                                 |                                                 |                                                 |                                                                |
| F1    | Dernière actualisation : — |                                                 |                                                 |                                                 |                                                 |                                                 |                                                 |                                                 |                                                                |
| F2    | - Funiculaire de Fourvière | - Funiculaire de Fourvière                      | - Funiculaire de Fourvière                      | - Funiculaire de Fourvière                      | - Funiculaire de Fourvière                      | - Funiculaire de Fourvière                      | - Funiculaire de Fourvière                      | - Funiculaire de Fourvière                      | - Funiculaire de Fourvière                                     |
| F2    | Vieux Lyon - Cathédrale Saint-Jean ⥋ Fourvière |                                                 |                                                 |                                                 |                                                 |                                                 |                                                 |                                                 |                                                                |
| F2    | Ouverture / Fermeture 6 septembre 1900 / — | Longueur 0,427 km                               | Durée 3 min                                     | Nb. d’arrêts 2                                  | Matériel Type «Fourvière 2»                     | Jours de fonctionnement L, Ma, Me, J, V, S, D   | Jour / Soir / Nuit / Fêtes O / O / N / O        | Voy. / an 2 413 694 (2022)                      | Unité de Transport Rattachement technique aux ateliers d'Hénon |
| F2    | Desserte : - Villes et lieux desservis : Lyon 5e (Musées Gadagne, Vieux Lyon, Palais de justice historique de Lyon, Primatiale Saint-Jean de Lyon, Basilique Notre-Dame de Fourvière, Conservatoire de Lyon, Musée gallo-romain de Fourvière, Parc des hauteurs, Jardins du Rosaire). - Stations et gares desservies : Vieux Lyon - Cathédrale Saint-Jean et Fourvière                           |                                                 |                                                 |                                                 |                                                 |                                                 |                                                 |                                                 |                                                                |
| F2    | Autre : - Stations non accessibles aux UFR : Aucune. - Particularités : La ligne fonctionne tous les jours de 6 h à 22 h et est à conduite manuelle (CM). Une exposition d’œuvres issues des collections du Musée gallo-romain de Fourvière est installée dans le tunnel et est visible par les voyageurs depuis les rames. - Date de dernière mise à jour : 1er août 2025.                      |                                                 |                                                 |                                                 |                                                 |                                                 |                                                 |                                                 |                                                                |
| F2    | Dernière actualisation : — |                                                 |                                                 |                                                 |                                                 |                                                 |                                                 |                                                 |                                                                |

Le funiculaire de Saint-Just (Ligne F1) a été mis en service le 8 avril 1878 avec un écartement de 1 435 mm, porté en 1901 à 1 000 mm lors de sa transformation en chemin de fer à crémaillère ; il a été reconverti en funiculaire en 1958 mais en conservant l'écartement métrique. La déclivité maximale est de 183 mm/m (18,3 %). Il est exploité en voie unique avec évitement central à la station intermédiaire Minimes - Théâtres Romains avec 2 rames à deux caisses.
Le funiculaire de Fourvière (Ligne F2) a été mis en service le 6 octobre 1900 avec un écartement de 1 000 mm, porté en 1970 à 1 330 mm. La déclivité maximale est de 310 mm/m 31 %). Il est exploité en voie unique avec évitement central avec 2 rames d'une caisse.
La ligne de Fourvière a été modernisée en 1970. Les deux cabines ont alors été remplacées, les anciennes partant chacune dans un musée : l'une au Musée de l'automobile Henri-Malartre de Rochetaillée-sur-Saône, l'autre au Musée des transports urbains, interurbains et ruraux de Chelles.

## Exploitation

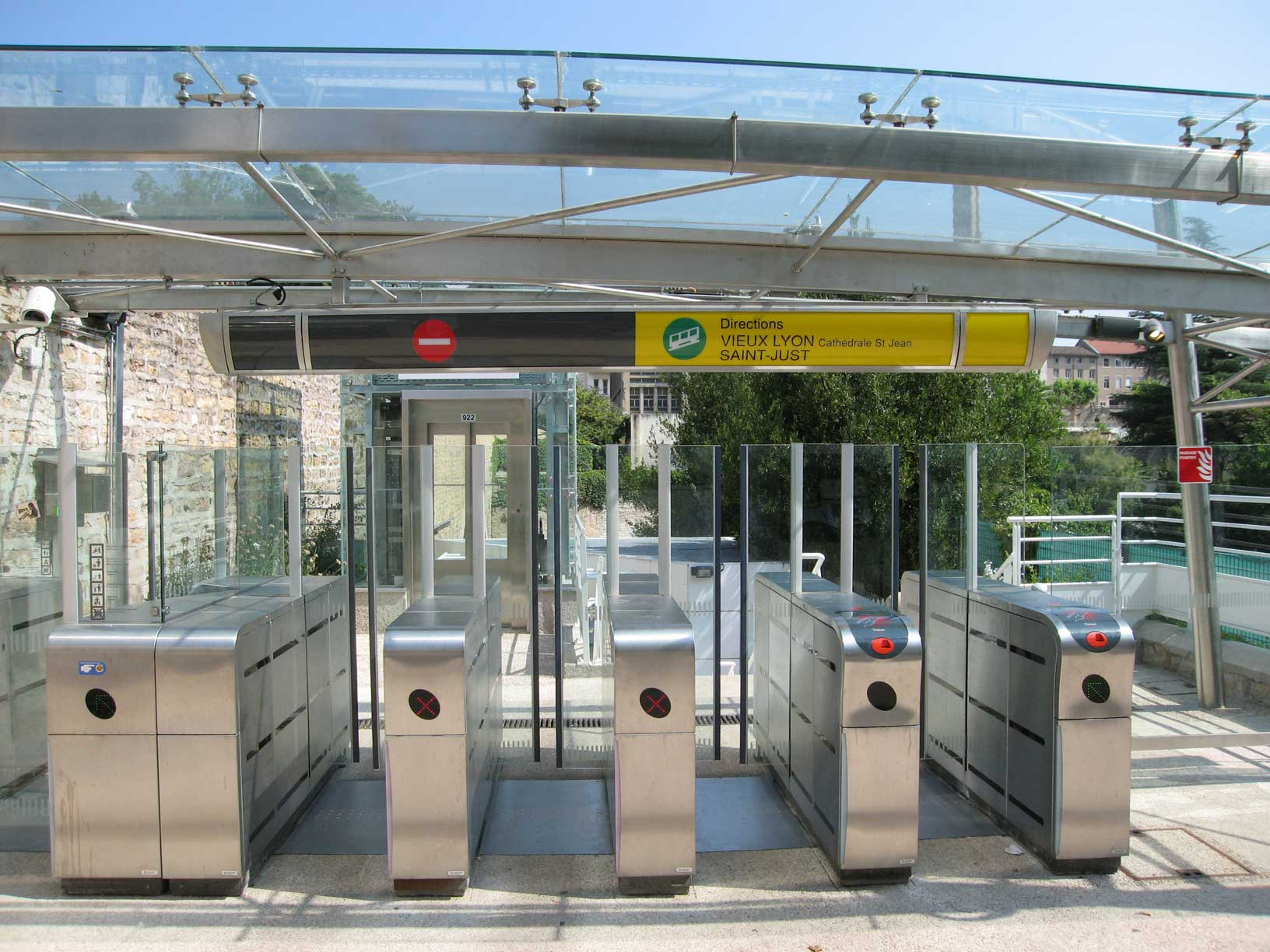
Portillons d'accès à l'entrée de la station Minimes - Théâtres Romains du funiculaire F1 (Saint-Just).

Le funiculaire, de même que le métro et le tramway de Lyon sont exploités par RATP Dev Lyon, sous la marque TCL (Transports en commun lyonnais), pour le compte de SYTRAL Mobilités.
En termes de signalétique et de service aux voyageurs, le funiculaire fait partie du métro.
Le réseau funiculaire fonctionne de 5 h 23 à 0 h.

## Fréquentation
La fréquentation des funiculaires est en hausse ces dernières années :
| Année                                  | 2015  | 2016  | 2017  |
| Nombre de voyages annuel (en millions) | 4,508 | 4,681 | 4,715 |

## Tarification et financement
La tarification est identique sur l'ensemble du réseau TCL, et est accessible avec l'ensemble des tickets et abonnements existants. Un ticket unité permet un trajet simple quelle que soit la distance, avec une ou plusieurs correspondances possibles avec les autres lignes de bus, tramway, funiculaire et de métro pendant une durée maximale de 1 h entre la première et dernière validation.
Un ticket validé dans un funiculaire permet d'emprunter l'ensemble du réseau, quel que soit le mode de transport. Le trajet retour est autorisé avec le même ticket depuis le 1er janvier 2013 dans la limite d'une heure après sa première validation.
Le financement du fonctionnement des lignes (entretien, matériel et charges de personnel) est assuré par l'exploitant RATP Dev Lyon. Cependant, les tarifs des billets et abonnements dont le montant est limité par décision politique ne couvrent pas les frais réels de transport. Le manque à gagner est compensé par l'autorité organisatrice, SYTRAL Mobilités. Il définit les conditions générales d'exploitation ainsi que la durée et la fréquence des services.